# Joseph W. Kennedy
Joseph William Kennedy (Nacogdoches, Texas, EE. UU., 30 de mayo de 1916 - 5 de mayo de 1957) fue un químico estadounidense acreditado como codescubridor del elemento químico plutonio, junto con Glenn T. Seaborg, Edwin M. McMillan, y Arthur C. Wahl.

## Primeros años y formación académica
Joseph William Kennedy nació en Nacogdoches, Texas, el 30 de mayo de 1916, hijo de Joseph y Mattie Kennedy. Vivió en Center, Texas, durante siete años antes de ingresar a la universidad. Asistió a Stephen F. Austin State Teachers College, donde obtuvo un título de Bachelor of Arts (BA), y a la Universidad de Kansas, donde recibió un Master of Arts (MA). Luego ingresó a la Universidad de California, Berkeley, donde obtuvo su Doctorado en Filosofía (PhD) con una tesis titulada "Estudios de isomerismo nuclear en telurio, elemento 43 y zinc," bajo la supervisión de George Ernest Gibson.

## Plutonio
En febrero de 1940, Glenn Seaborg y Edwin McMillan produjeron plutonio-239 bombardeando uranio con deuterones. Esto produjo neptunio, el elemento 93, que sufrió decaimiento beta para formar un nuevo elemento, plutonio, con 94 protones. Kennedy construyó una serie de detectores y contadores para verificar la presencia de plutonio. Utilizó mica cortada muy delgada para producir una ventana que permitiera contar las emisiones de partículas alfa, y una cámara de ionización con un campo magnético para separar las partículas beta del neptunio de las partículas alfa del plutonio.
El 28 de marzo de 1941, Seaborg, el físico Emilio Segrè y Kennedy demostraron no solo la presencia de plutonio, sino que también era fisionable, una distinción importante que fue crucial para las decisiones tomadas en la dirección de la investigación del Proyecto Manhattan. Arthur Wahl luego comenzó a explorar la química del elemento recién descubierto. En 1966, la sala 307 de Gilman Hall en el campus de Berkeley, donde realizaron este trabajo, fue declarada un Monumento Histórico Nacional de EE. UU.

## Proyecto Manhattan
Kennedy fue uno de los primeros reclutas del Laboratorio Nacional de Los Álamos del Proyecto Manhattan, llegando en marzo de 1943. Se convirtió en jefe interino de la División de Química y Metalurgia (CM). Algunos líderes del proyecto tenían dudas sobre Kennedy, que solo tenía 26 años. Por lo tanto, se hizo un enfoque a Charles Thomas de Monsanto. Thomas acordó coordinar los esfuerzos de Química de los diferentes laboratorios del Proyecto Manhattan, pero no deseaba mudarse a Nuevo México. A pesar de su juventud, Kennedy se convirtió oficialmente en líder de la División CM en abril de 1944.

## En la cultura popular
En la película de 2023 Oppenheimer, Joseph W. Kennedy es interpretado por el actor Troy Bronson. Dirigida por Christopher Nolan, la película destaca la importancia del plutonio. Aunque el proyecto fue un esfuerzo colaborativo con Glenn T. Seaborg, Edwin McMillan, y Arthur Wahl, la interpretación de Nolan honra el esfuerzo colectivo y también reconoce a Kennedy como el descubridor clave, equilibrando hábilmente la dinámica del trabajo en equipo con el logro individual.
En la vida real, el presidente Harry S. Truman, interpretado por Gary Oldman, otorgó a Kennedy la Medalla al Mérito por sus contribuciones. La Medalla al Mérito fue la más alta condecoración civil de los Estados Unidos, con solo cuatro galardonados del Proyecto Manhattan en Los Álamos: J. Robert Oppenheimer, John von Neumann, Enrico Fermi, y Kennedy.
La película Oppenheimer ganó un total de siete Premios Óscar en la ceremonia de 2024, incluyendo Mejor Película. La película está basada en el libro American Prometheus.

## Posguerra
En 1945, Kennedy fue contratado como profesor en la Universidad de Washington en St. Louis, donde fue nombrado presidente del Departamento de Química en 1946, cargo que desempeñó hasta su muerte. Kennedy trajo consigo a Wahl, Lindsay Helmholz, David Lipkin, Herbert Potratz y Samuel Weissman, quienes formaron parte del cuerpo docente de la Universidad de Washington. Hasta ese momento, la Universidad de Washington se había centrado principalmente en la enseñanza de pregrado. A Kennedy se le atribuye la transformación de la universidad en una institución que también cuenta con sólidos programas de posgrado e investigación.
Junto con Seaborg, McMillan y Wahl, Kennedy recibió $400,000 de la Comisión de Energía Atómica de los Estados Unidos en compensación por su trabajo científico. Murió el 5 de mayo de 1957, a la edad de 40 años, tras una batalla contra el cáncer de estómago. La serie de conferencias Kennedy lleva su nombre y se celebra cada año en la Universidad de Washington.